# Lista odcinków serialu anime The Quintessential Quintuplets

Logo serii

Artykuł zawiera listę wszystkich wyemitowanych odcinków telewizyjnego serialu anime The Quintessential Quintuplets, wyprodukowanego na podstawie mangi autorstwa Negiego Haruby. Serial wyreżyserował Satoshi Kuwabara, a scenariusz napisał Keiichirō Ōchi. Animację wykonało studio Tezuka Productions, projekty postaci stworzyli Michinosuke Nakamura i Gagakuga, a muzykę skomponowali Natsumi Tabuchi, Hanae Nakamura i Miki Sakurai. Seria była emitowana od 10 stycznia do 28 marca 2019 w stacjach TBS, BS-TBS i SUN. Prawa do streamingu serii nabył Crunchyroll.
5 maja 2019 zapowiedziano drugi sezon, zatytułowany The Quintessential Quintuplets ∬. Kaori zastąpiła Satoshiego Kuwabarę na stanowisku reżysera, za animację odpowiadało studio Bibury Animation Studios, a scenariusz ponownie napisał Keiichirō Ōchi. Sezon ten był emitowany od 8 stycznia do 26 marca 2021.

## Przegląd serii
| Sezon | Sezon | Odcinki | Premiera serii   | Finał serii   |
| ----- | ----- | ------- | ---------------- | ------------- |
|       | 1     | 25      | 10 stycznia 2019 | 28 marca 2019 |
|       | 2     | 25      | 8 stycznia 2021  | 26 marca 2021 |

## Lista odcinków

### Sezon 1 (2019)
| №  | #  | Tytuł                                                                         | Premiera         |
| -- | -- | ----------------------------------------------------------------------------- | ---------------- |
| 1  | 1  | The Quintessential Quintuplets Go-tōbun no hanayome (五等分の花嫁)            | 10 stycznia 2019 |
| 2  | 2  | Rooftop Confession Okujō no kokuhaku (屋上の告白)                             | 17 stycznia 2019 |
| 3  | 3  | A Mountain of Problems Mondai wa yamadzumi (問題は山積み)                     | 24 stycznia 2019 |
| 4  | 4  | Day Off Kyō wa o yasumi (今日はお休み)                                        | 31 stycznia 2019 |
| 5  | 5  | Five Fifths Zen’in de go-tōbun (全員で五等分)                                 | 7 lutego 2019    |
| 6  | 6  | What’s Been Built Up Tsumiageta mono (積み上げたもの)                         | 14 lutego 2019   |
| 7  | 7  | Liar McLieface Usotsuki usotarou (嘘つき嘘たろう)                             | 21 lutego 2019   |
| 8  | 8  | The Photo that Started It All Hajimari no shashin (始まりの写真)              | 28 lutego 2019   |
| 9  | 9  | Legend of Fate Day 1 Musubi no densetsu ichinichime (結びの伝説 1日目)        | 7 marca 2019     |
| 10 | 10 | Legend of Fate Day 2 Musubi no densetsu futsukame (結びの伝説 2日目)          | 14 marca 2019    |
| 11 | 11 | Legend of Fate Day 3 Musubi no densetsu mikkame (結びの伝説 3日目)            | 21 marca 2019    |
| 12 | 12 | Legend of Fate Day 2000 Musubi no densetsu 2000-nichime (結びの伝説 2000日目) | 28 marca 2019    |

### Sezon 2 (2021)
| №  | #  | Tytuł                                                                            | Premiera         |
| -- | -- | -------------------------------------------------------------------------------- | ---------------- |
| 1  | 1  | Quite the Crappy Kyoto Quagmire Kyō to Kyōto no kyō to tomo (今日と京都の凶と共) | 8 stycznia 2021  |
| 2  | 2  | Seven Goodbyes Part 1 Nanatsu no sayonara daiisshō (七つのさよなら 第一章)       | 15 stycznia 2021 |
| 3  | 3  | Seven Goodbyes Part 2 Nanatsu no sayonara dainishō (七つのさよなら 第二章)       | 22 stycznia 2021 |
| 4  | 4  | Seven Goodbyes Part 3 Nanatsu no sayonara daisanshō (七つのさよなら 第三章)      | 29 stycznia 2021 |
| 5  | 5  | Good Work Today Kyō wa otsukare (今日はお疲れ)                                   | 5 lutego 2021    |
| 6  | 6  | The Last Exam Saigo no shiken (最後の試験)                                       | 12 lutego 2021   |
| 7  | 7  | Begin the Offensive Kōryaku kaishi (攻略開始)                                    | 19 lutego 2021   |
| 8  | 8  | Scrambled Eggs Sukuranburu eggu (スクランブルエッグ)                             | 26 lutego 2021   |
| 9  | 9  | Welcome to Class 3-1 Yōkoso san nen ichi kumi (ようこそ3年1組)                   | 5 marca 2021     |
| 10 | 10 | Five Cranes in Return Gowazuru no ongaeshi (五羽鶴の恩返し)                      | 12 marca 2021    |
| 11 | 11 | Sisters War: Part 1 Shisutāzu wō zenhan sen (シスターズウォー 前半戦)            | 19 marca 2021    |
| 12 | 12 | Sisters War: Part 2 Shisutāzu wō kōhan sen (シスターズウォー 後半戦)             | 26 marca 2021    |

## Odcinki specjalne

### Gotōbun no hanayome∽(2023)
| № | Tytuł                                                      | Premiera        |
| - | ---------------------------------------------------------- | --------------- |
| 1 | Gūzen no nai natsuyasumi (zenpen) (偶然のない夏休み・前編) | 2 września 2023 |
| 2 | Gūzen no nai natsuyasumi (kōhen) (偶然のない夏休み・後編)  | 9 września 2023 |

### Gotōbun no hanayome*(2024)
| № | Tytuł                                            | Premiera        |
| - | ------------------------------------------------ | --------------- |
| 1 | Itsutsu-ko-chan dai jigen (五つ子ちゃん大事件)   | 24 grudnia 2024 |
| 2 | Itsutsu-ko-chan dai sakusen (五つ子ちゃん大作戦) | 24 grudnia 2024 |